# Шамрай, Галина Яковлевна
Гали́на Я́ковлевна Шамра́й (в замужестве — Рудько, Ильина) (5 октября 1931, Ташкент, Узбекская ССР, СССР — 12 февраля 2022, Москва)  — советская гимнастка, чемпион Олимпийских игр 1952 года. Заслуженный мастер спорта СССР (1954).

## Биография
Супруга известного советского футболиста Анатолия Ильина, олимпийского чемпиона 1956 года.
Умерла 12 февраля 2022 года. Прах захоронен в колумбарии на Химкинском кладбище.

## Награды
- Орден «Знак Почёта» (27.04.1957) — «за успехи, достигнутые в деле развития массового физкультурного движения в стране, повышения мастерства советских спортсменов, и успешное выступление на международных соревнованиях»